# 新墨西哥州太空港管理局
新墨西哥州太空港管理局(英文：New Mexico Spaceport Authority,NMSA)是一個由新墨西哥州長任命的非政府組織，其成員代表公共部門參與世界上第一個專門建造的商業太空港—美國太空港的開發和建設。
用於建造太空港的2.12億美元中，有三分之二是由新墨西哥州支付的，其餘部分由唐娜安娜縣和謝拉縣支持的債券提供，這些收入將部分由當地產生的總收入稅收收入償還。NMSA經營著這個太空港，其主要承租人是維珍銀河，這是理查德·布蘭森爵士運營的全球維珍集團的一部分。